# Strážný potok (přítok Ottendorfského potoka)
Strážný potok, v Německu Waldmühlenbach (potok Lesního mlýna), je vodní tok pramenící na svahu Hůrky v Mikulášovicích. V Německu pak jihovýchodně od Ottendorfu ústí do Ottendorfského potoka. Celková délka potoka je 4,5 km, z toho 1,4 km na českém území.

## Průběh toku
Strážný potok pramení na jižním svahu Hůrky nedaleko jejího vrcholu a zároveň poblíž Zlodějské stezky na území města Mikulášovice v nadmořské výšce 484 m. Potok protéká na českém území jehličnatým lesem v hlubokém a širokém údolí, v kterém se na svahu Železného kopce (471 m) nachází rozsáhlé kamenné moře. Od pramene teče jihozápadním směrem ke státní hranici a přitom přijímá zleva i zprava několik krátkých bezejmenných přítoků. Na německém území teče nejprve západním a poté jižním, jihozápadním až západním směrem. Většina toku protéká hlubokým zalesněným údolím, kde vytváří četné meandry. Jihovýchodně od Ottendorfu ústí potok v nadmořské výšce 261 m zleva do Ottendorfského potoka. Podloží tvoří střednězrnný lužický granodiorit, který je podél toku překryt deluviálními hlinitokamenitými sedimenty. Podloží je narušenou masivní žílou křemene a paralelní žílou doleritu, které jsou obohacené limonitem. Na českém území jsou patrné stopy po jeho pokusné těžbě. V České republice protéká Strážný potok Chráněnou krajinnou oblastí Labské pískovce a na německém území Chráněnou krajinnou oblastí Saské Švýcarsko.

## Galerie

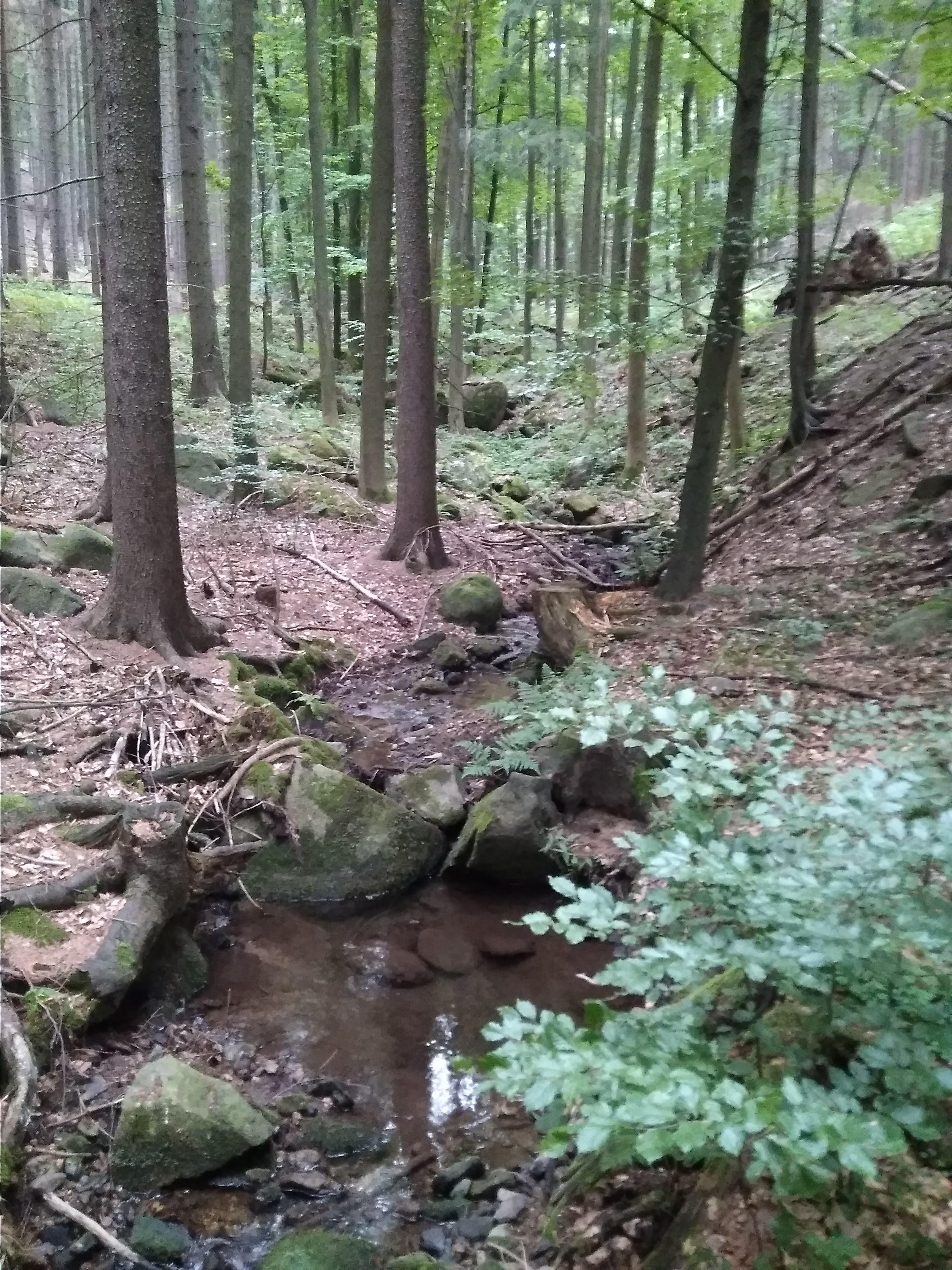
Strážný potok poblíž státní hranice
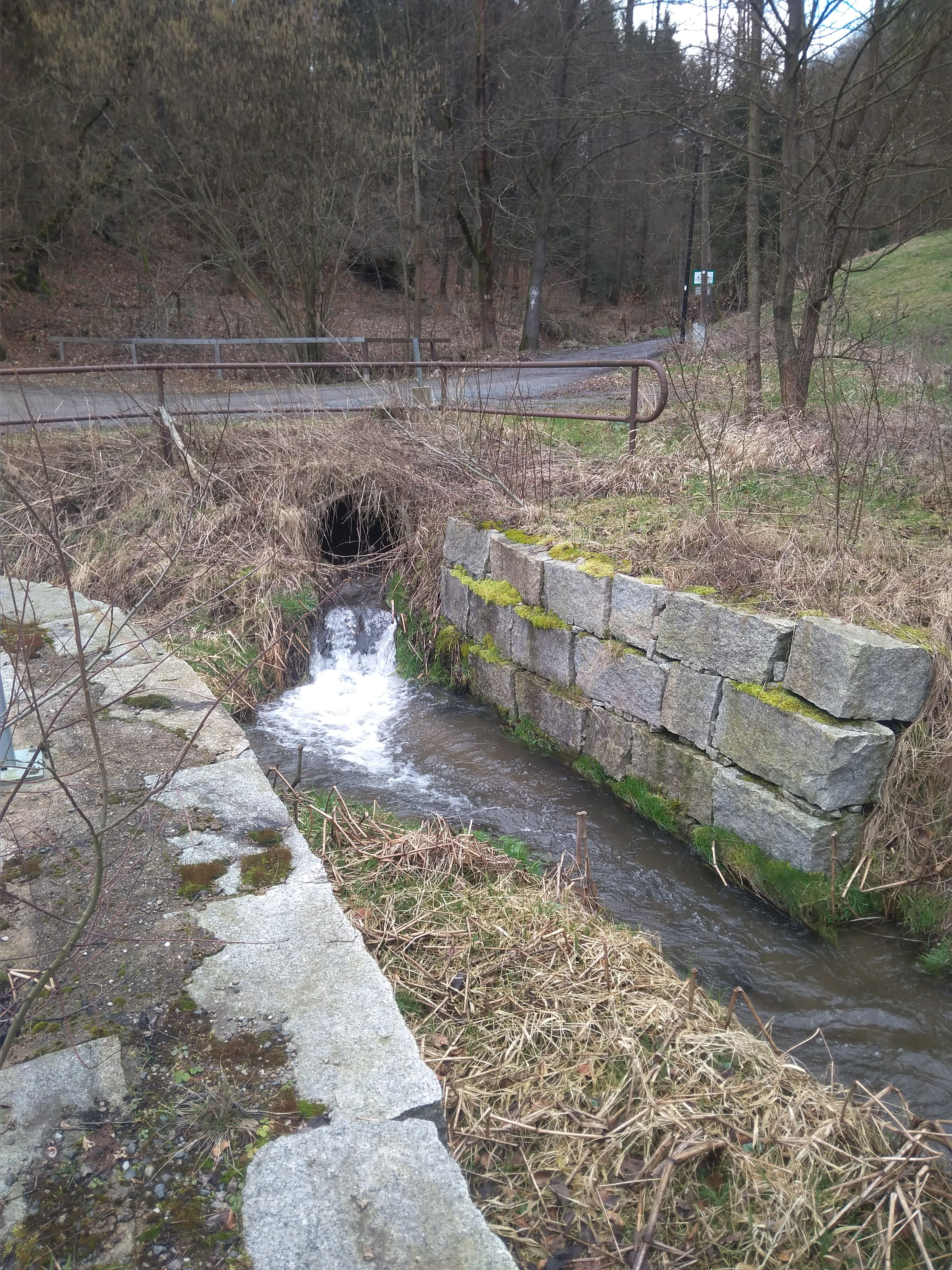
Ústí do Ottendorfského potoka
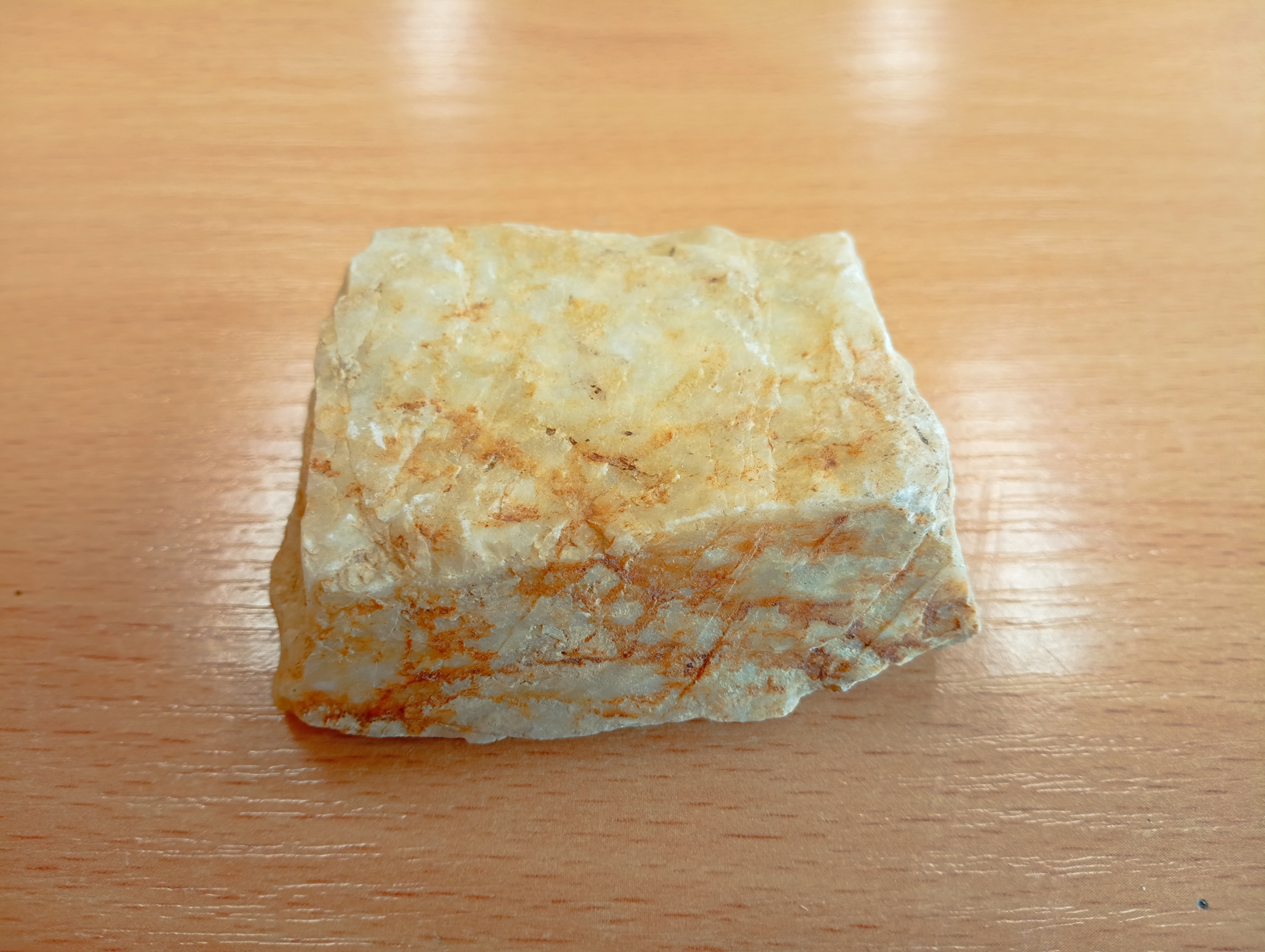
Křemen s limonitem z údolí Strážného potoka
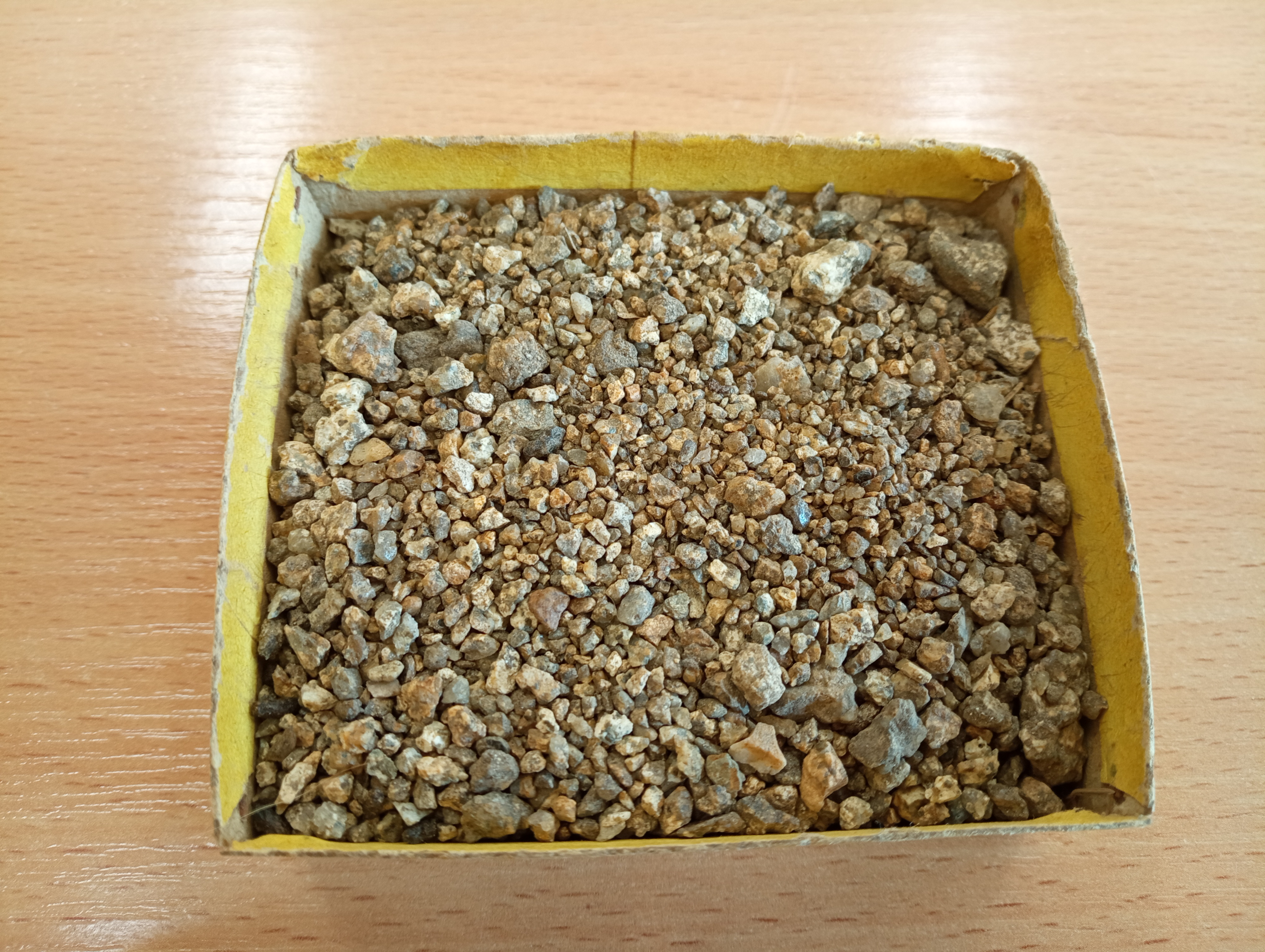
Sediment ze Strážného potoka
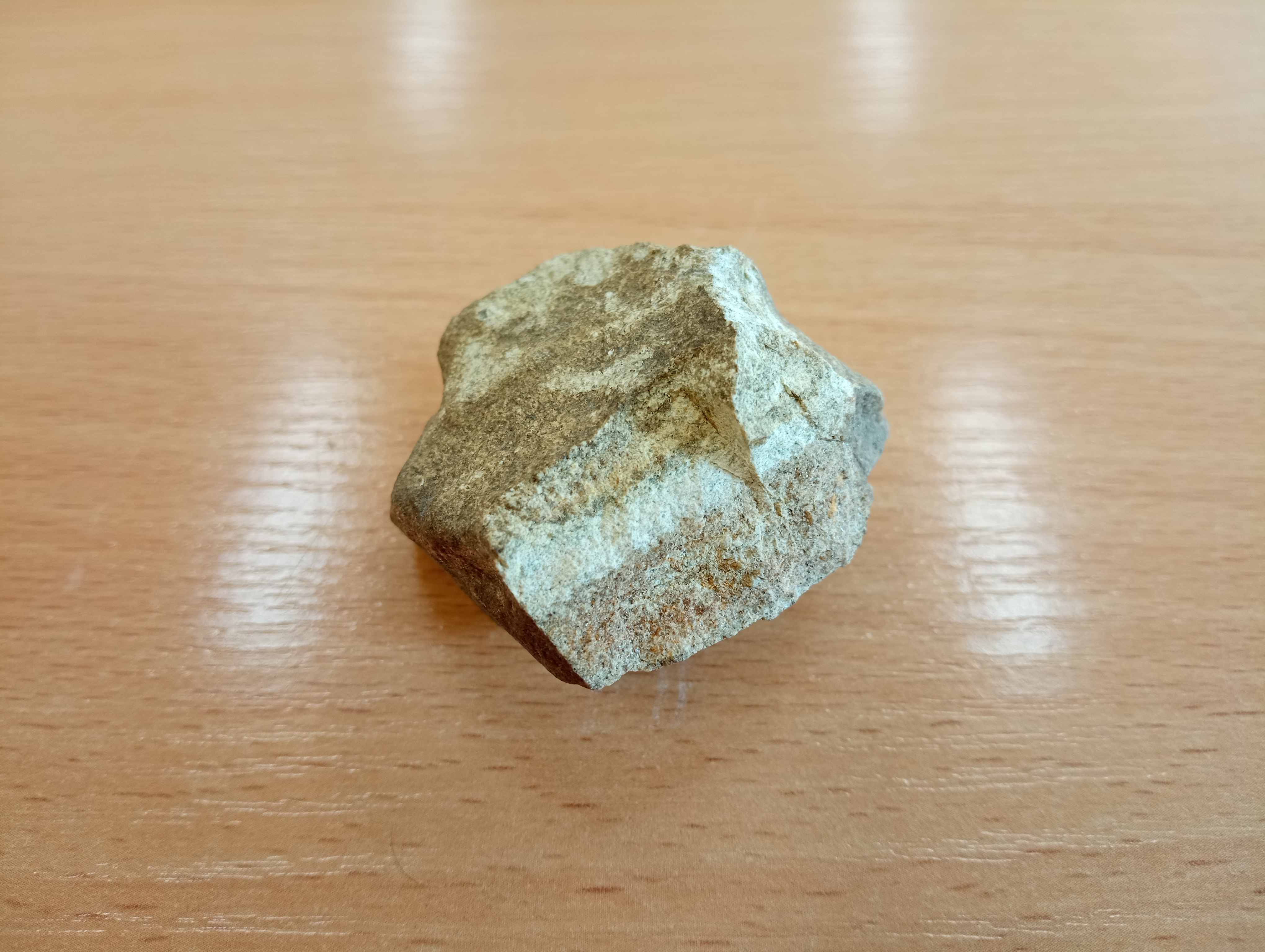
Drobová rula ze Strážného potoka
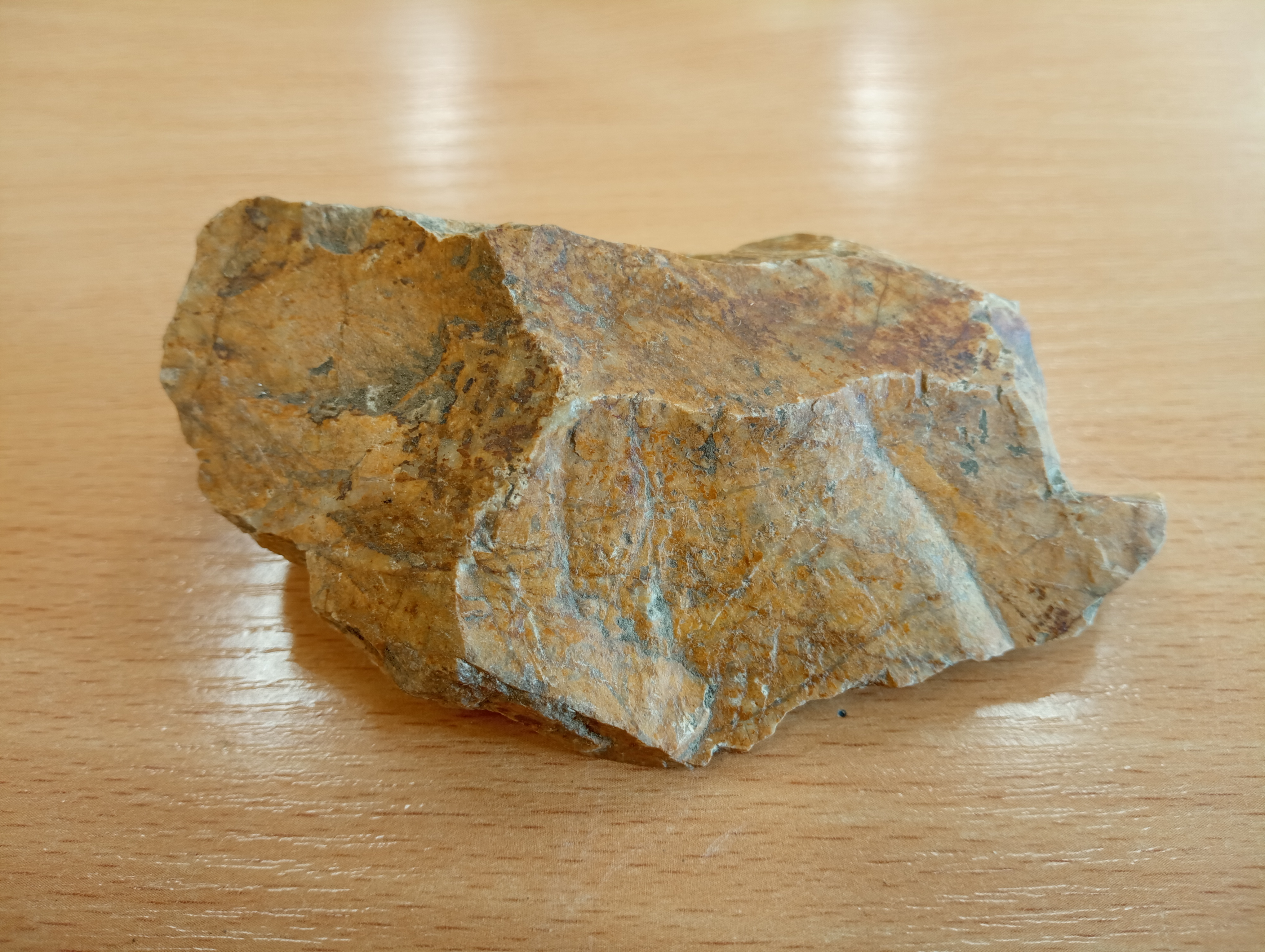
Živec ze Strážného potoka
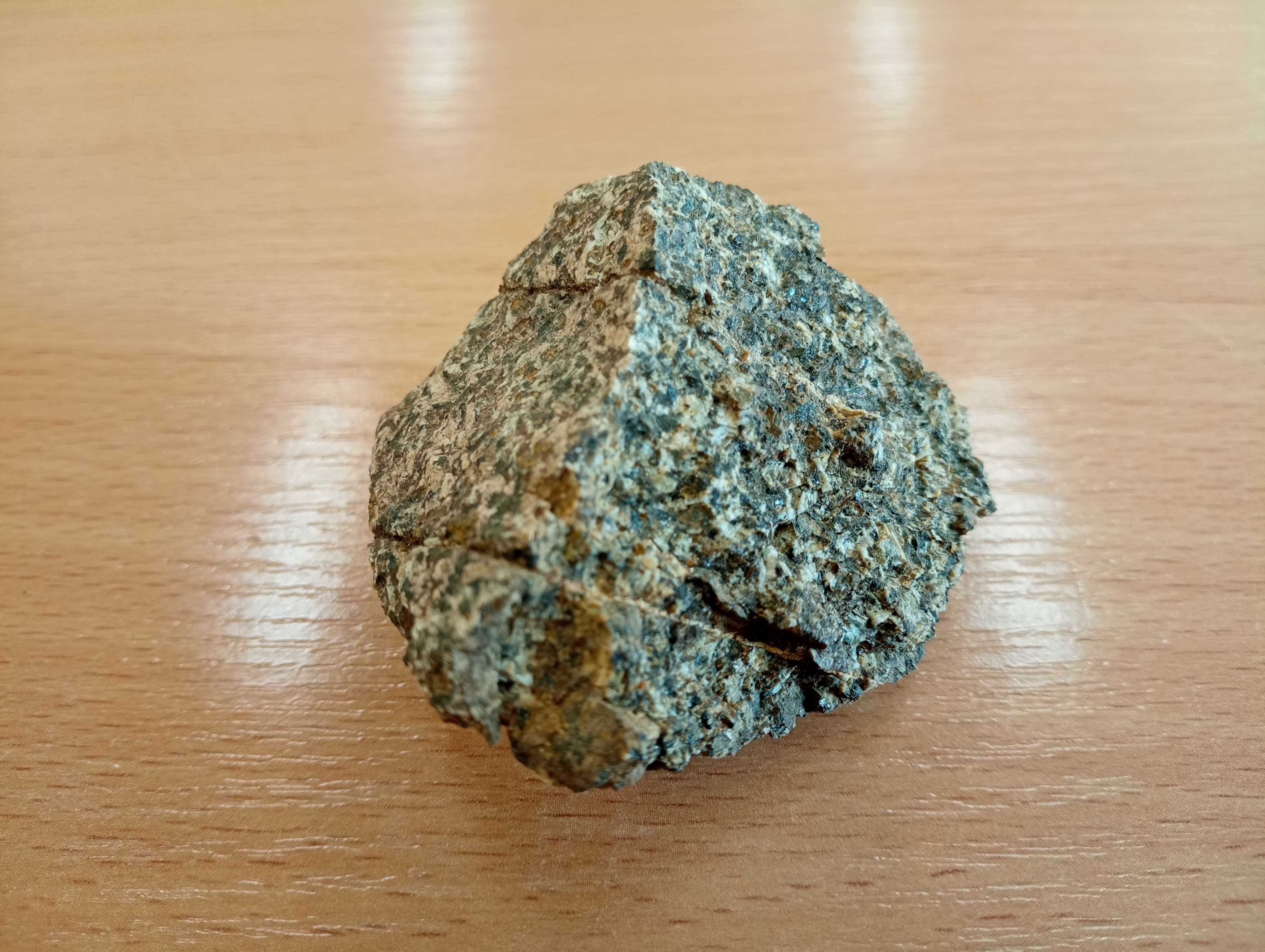
Dolerit z údolí Strážného potoka